# Sabine Sütterlin-Waack

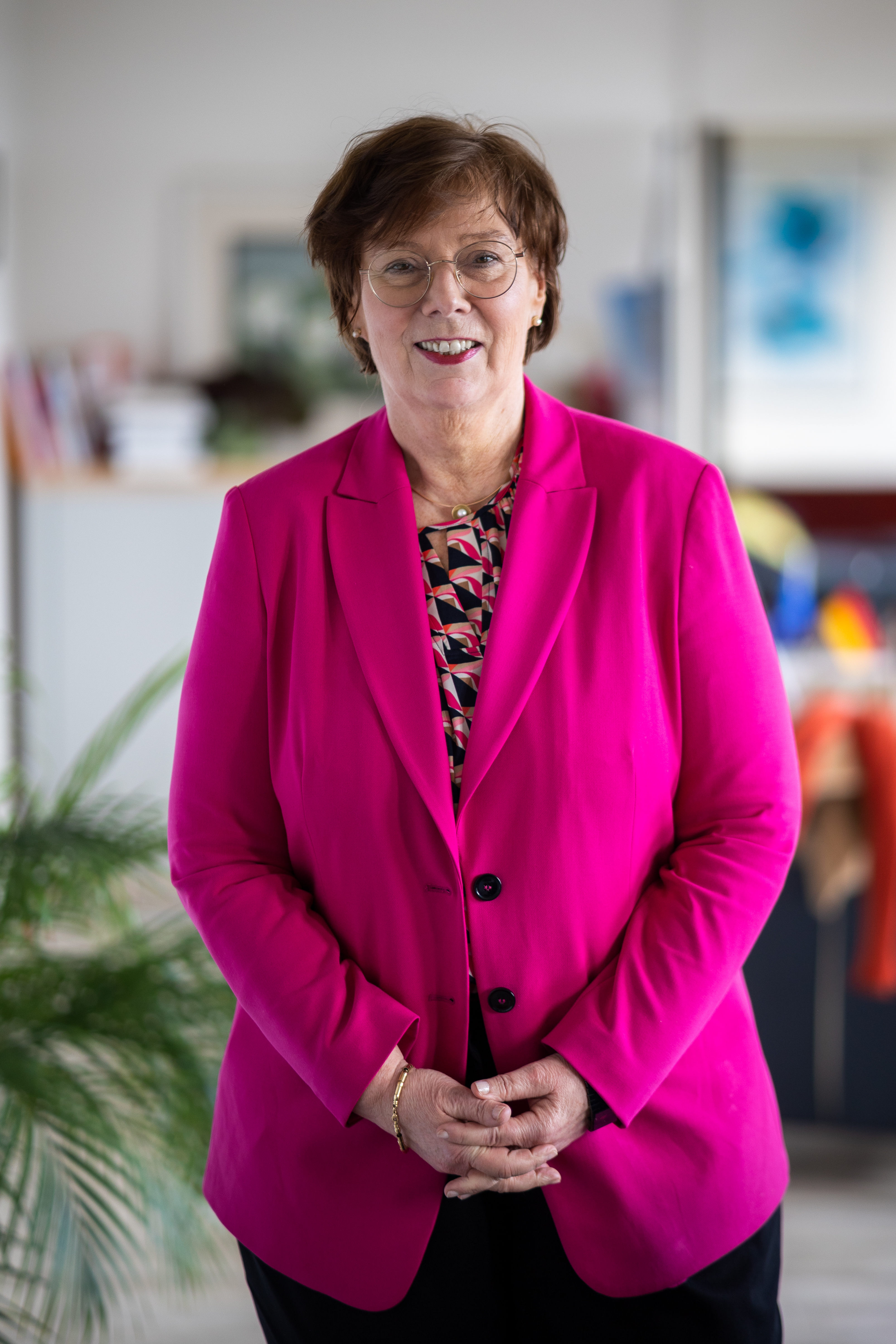
Sabine Sütterlin-Waack (2023)

Sabine Sütterlin-Waack (* 15. Februar 1958 in Reinbek als Sabine Schwarz) ist eine deutsche Politikerin (CDU). Seit April 2020 ist sie schleswig-holsteinische Innenministerin. Zuvor war sie von Juni 2017 bis April 2020 Ministerin für Justiz, Europa, Verbraucherschutz und Gleichstellung des Landes Schleswig-Holstein und von 2013 bis 2017 Mitglied des Deutschen Bundestages.

## Familie, Leben und Beruf
Sabine Sütterlin-Waack stammt aus einer schleswig-holsteinischen Politikerfamilie. Ihr Vater, der langjährige Landesminister Henning Schwarz (1928–1993), war 1987/88 auch geschäftsführender Ministerpräsident; ihr Großvater Werner Schwarz (1900–1982) war Bundestagsabgeordneter und von 1959 bis 1965 Bundeslandwirtschaftsminister. Der Bauernfunktionär und Politiker Werner Schwarz ist ihr Cousin. Sie ist in zweiter Ehe verheiratet und hat zwei Söhne aus erster Ehe.
Aufgrund des häufigen Umzugs der Eltern besuchte Sütterlin-Waack Schulen in Ahrensburg und Preetz, bevor sie 1977 ihr Abitur am Emil-von-Behring-Gymnasium in Großhansdorf ablegte. Von 1977 bis 1979 machte sie eine Ausbildung zur Einzelhandelskauffrau bei der damaligen Karstadt AG, studierte anschließend Rechtswissenschaft an der Georg-August-Universität Göttingen und an der Universität Lausanne, um dann das Studium 1986 an der Christian-Albrechts-Universität zu Kiel mit dem Ersten Staatsexamen abzuschließen. 1989 folgte das Zweite Staatsexamen am Justizprüfungsamt in Hamburg. 1990 promovierte sie zum Thema „Der Tag der Deutschen Einheit im Wandel der Zeit“.
Von 1990 bis 1993 arbeitete Sütterlin-Waack als wissenschaftliche Mitarbeiterin der CDU-Landtagsfraktion in Hessen. 1994 trat sie als Rechtsanwältin in eine Sozietät in Schleswig ein.

## Ehrenämter
Sütterlin-Waack trat 1976 in die CDU ein. Von 1992 bis 1994 wirkte sie als stellvertretende Ortsvorsitzende der CDU in Budenheim/Rheinland-Pfalz und wurde nach ihrem Umzug nach Schleswig-Holstein 2004 stellvertretende Vorsitzende des CDU-Ortsverbandes Schuby/Lürschau. Seit 2009 ist sie Vorsitzende des CDU-Amtsverbandes Arensharde. Auf dem Landesparteitag der CDU am 19. November 2016 wurde Sütterlin-Waack zur stellvertretenden Landesvorsitzenden der CDU Schleswig-Holstein gewählt. Seit dem 18. September 2020 ist sie Vorsitzende der Hermann Ehlers Stiftung.
Von 1994 bis 2002 stand sie zudem ehrenamtlich dem Schulelternbeirat der Grund- und Hauptschule Schuby vor.

## Politische Wahlämter und weitere Aktivitäten

### Kommunalpolitikerin (2003–2013)
Bei den Kommunalwahlen in Schleswig-Holstein 2003 wurde sie als Gemeindevertreterin in Lürschau gewählt und dort stellvertretende Bürgermeisterin. Sie war als solche Mitglied des Amtsausschusses des Amtes Schuby und Vorsitzende des dortigen Schul- und Kulturausschusses. Bei den Kommunalwahlen in Schleswig-Holstein 2008 wählten sie die Wahlberechtigten in den Kreistag des Kreises Schleswig-Flensburg. Dort war sie von 2009 bis 2013 stellvertretende CDU-Fraktionsvorsitzende und von 2011 bis 2013 Vorsitzende des Hauptausschusses. Nach ihrer Wiederwahl bei den Kommunalwahlen im Mai 2013 legte sie anlässlich ihres Einzugs in den 18. Deutschen Bundestag im September 2013 ihre politischen Wahlämter im Kreisgebiet nieder.
Von 2011 an war Sütterlin-Waack bis zum Einzug in den Bundestag auch ehrenamtliche Bürgermeisterin der Gemeinde Lürschau.

### Mitglied des Deutschen Bundestages (2013–2017)
Bei der parteiinternen Nominierung zum Bundestagskandidaten der CDU im Bundestagswahlkreis Flensburg – Schleswig verlor Sütterlin-Waack am 1. Oktober 2012 zunächst mit knappen 307 zu 312 Stimmen gegen den damaligen CDU-Landesvorsitzenden Jost de Jager. Nachdem dieser jedoch eine Woche später als CDU-Landesvorsitzender und CDU-Wahlkreiskandidat wieder zurückgetreten war, wurde sie am 5. Februar 2013 mit 224 von 231 Stimmen nominiert.
Bei der Bundestagswahl 2013 gewann Sütterlin-Waack mit 42,5 Prozent der Erststimmen das Direktmandat und zog dadurch in den 18. Bundestag ein. Sie war dort Mitglied im Ausschuss für Recht und Verbraucherschutz.
Im November 2016 wurde sie zu einer der vier stellvertretenden Landesvorsitzenden der CDU Schleswig-Holstein gewählt. Im November 2018 trat sie für diesen Posten nicht mehr an.

### Justizministerin des Landes Schleswig-Holstein (2017–2020)
Nach dem Sieg der CDU bei der Landtagswahl in Schleswig-Holstein 2017 wurde sie am 28. Juni 2017 als Ministerin für Justiz, Europa, Verbraucherschutz und Gleichstellung ins Kabinett Günther I berufen und schied aus dem Bundestag aus. Ihr Nachfolger dort war Thomas Jepsen.

### Innenministerin des Landes Schleswig-Holstein (seit 2020)
Nach dem Rücktritt von Hans-Joachim Grote als Innenminister ernannte Daniel Günther sie am 29. April 2020 zur Ministerin für Inneres, ländliche Räume und Integration des Landes Schleswig-Holstein ernannt. Am 15. Mai 2020 änderte sich die Bezeichnung ihres Ressorts in Ministerium für Inneres, ländliche Räume, Integration und Gleichstellung. Im Zuge der Bildung des Kabinetts Günther II änderte sich die Bezeichnung ihres Ressorts wiederum in Ministerium für Inneres, Kommunales, Wohnen und Sport.

### Sonstiges
Sie nahm auf Vorschlag der CDU-Fraktion im Kieler Landtag als Delegierte bei der 17. Bundesversammlung 2022 zur Wahl des Bundespräsidenten teil.